# Les Survivants (mini-série)
Pour les articles homonymes, voir Les Survivants.
Les Survivants (The Survivors) est une mini-série dramatique australienne créée par Tony Ayres pour Netflix. Basée sur le roman de Jane Harper de 2020, la série est sortie le 6 juin 2025. La série suit Kieran Elliott et comment sa vie a changé lorsque trois personnes proches de lui sont mortes dans la ville côtière d'Evelyn Bay, en Tasmanie, à la suite d'une terrible tempête. 15 ans plus tard, il rentre chez lui avec sa famille pour retrouver sa communauté et lui-même, toujours hantés par les souvenirs du passé.

## Synopsis
Dans sa ville natale côtière d'Evelyn Bay, en Tasmanie, la vie de Kieran Elliott s'est retrouvée bouleversée suite à une terrible tempête qui a frappé la baie et entraîné la mort de 3 personnes proches de lui. Lorsqu'il rentre chez lui 15 ans plus tard avec sa propre famille, le passé revient le hanter, mais une jeune femme va alors être retrouvée assassinée. En rechercher désespérement des réponses, la communauté va être obligée de remettre en lumières les mystères qui continuent de la hanter et de la troubler depuis toutes ces années.

## Distribution
Le 31 janvier 2025, Netflix a fait l'annonce officielle du casting de la série.
- Charlie Vickers : Kieran Elliott
- Yerin Ha : Mia Chang
- Shannon Berry : Brontë
- Robyn Malcolm : Verity Elliott
- Damien Garvey : Brian Elliott
- Catherine McClements : Trish
- Don Hany : George Barlin
- Jessica De Gouw : Olivia Birch
- George Mason : Ash Carter
- Martin Sacks : Julian Gilroy
- Johnny Carr : le détective Alex Dan
- Miriama Smith : la sergente-détective Sue Pendlebury
- Benedict Hardie : Chris Renn
- Julian Weeks : Liam Gilroy
- Thom Green : Sean Gilroy
- Ian Bliss : Geoff Mallott

## Épisodes
| Numéro de l'épisode | Dirigé par    | Ecrit par                      | Date de sortie originale |
| --- | ------------- | ------------------------------ | ------------------------ |
| 1 | Cherie Nowlan | Tony Ayres                     | 6 juin 2025              |
| La série débute par un tragique accident à Evelyn Bay, où l'adolescent Kieran est secouru d'une grotte marine lors d'une tempête. Son frère Finn et son ami Toby périssent lorsque leur bateau chavire. Des années plus tard, Kieran retourne dans sa ville natale avec sa compagne Mia et leur bébé, Audrey, pour la commémoration du 15e anniversaire. La visite est tendue : sa mère, Verity, lui reproche les évènements passés, et son père, Brian, atteint de démence, confondant parfois Kieran avec Finn. Dans un pub local, Kieran fait face à l'hostilité, notamment de Liam, le fils endeuillé de Toby. Plus tard, Bronte, une visiteuse enquêtant sur la disparition de Gabby Birch (une autre affaire non résolue liée au même jour), est retrouvée morte sur la plage. La police enquête et interroge Kieran et d'autres personnes, tandis que la tension monte. Les soupçons se portent sur Liam après que sa voiture a été repérée près de chez Bronte, mais Kieran découvre aussi que son père était peut-être sorti cette nuit-là avec du sable sur ses bottes. Pendant ce temps, Mia apprend que Bronte enquêtait sur l'affaire Gabby, laissant entendre que sa mort pourrait être liée aux sombres secrets de la ville. Alors que de vieilles blessures se rouvrent, Kieran réalise que les tragédies d'Evelyn Bay sont loin d'être enterrées. |               |                                |                          |
| 2 | Cherie Nowlan | Tony Ayres et Alberto Di Troia | 6 juin 2025              |
| 3 | Cherie Nowlan | Christian White                | 6 juin 2025              |
| 4 | Ben C. Lucas  | Peter Templeman                | 6 juin 2025              |
| 5 | Ben C. Lucas  | Belinda Chayko                 | 6 juin 2025              |
| 6 | Ben C. Lucas  | Belinda Chayko                 | 6 juin 2025              |

## Production
Le 21 août 2023, Netflix a annoncé The Survivors avec trois autres projets télévisés australiens. La série serait produite par Tony Ayres et Matchbox Pictures, avec Jane Harper comme productrice exécutive. Le 19 décembre 2023, il a été annoncé que la série avait commencé le tournage principal en Tasmanie, avec le financement et le soutien de VicScreen et Screen Tasmania.
Le 15 février 2024, il a été annoncé que le tournage de la série avait commencé à Hobart, avec des tournages supplémentaires ayant lieu dans les studios Docklands de Melbourne.
Le 31 janvier 2025, Netflix a annoncé la liste des drames prévus parmi les sorties australiennes, dont faisait partie la série.

## Accueil
Dans sa critique de la série pour The Guardian, Lucy Mangan a attribué une note de 4/5 et l'a décrite comme « une étude sur la façon dont le chagrin brut et le ressentiment purulent déforment tout – et comment survivre à une tragédie signifie rarement s'en sortir indemne. » 